# Praha IV

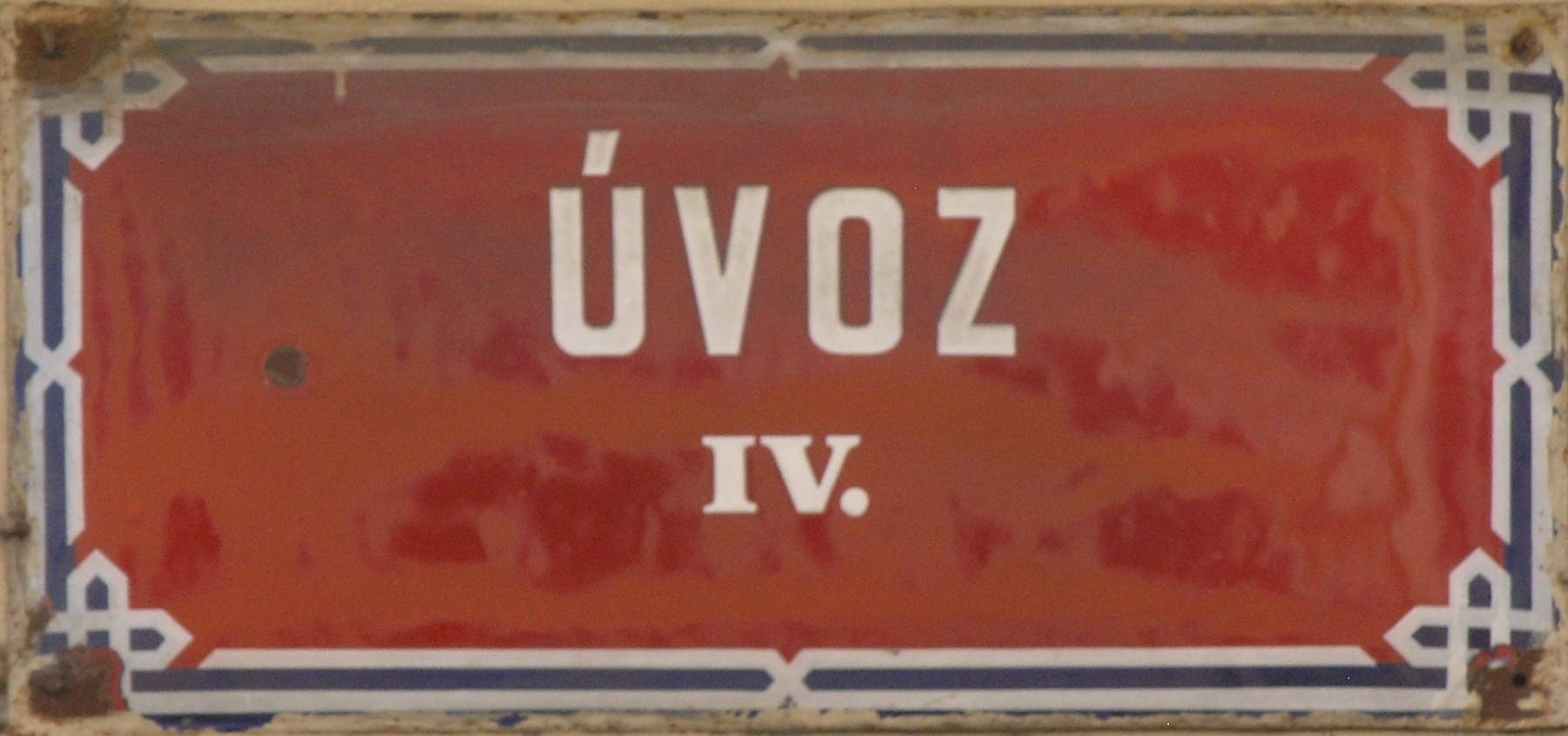
Starší označení hradčanské strany ulice Úvoz

Praha IV nebo jen IV. bylo historické označení Hradčan jako 4. části Prahy. Součástí Královského hlavního města Prahy se Hradčany spolu s dalšími třemi městy staly 12. února 1784, postupně pak byly připojovány další města a obce a rovněž číslovány římskými číslicemi. Změna systému nastala po vytvoření Velké Prahy k 1. ledna 1922 na základě zákona č. 114/1920 Sb. z. a n., kdy nově připojené části už nebyly jednotlivě číslovány, ale vládním nařízením č. 7/1923 Sb. s účinností ode dne vyhlášení 17. ledna 1923 byly vytvořeny volební a samosprávné obvody číslované římskými čísly. Prvním sedmi částem (I – VII) byla zachována původní čísla, ale tvořily dohromady jediný volební obvod. Vládní nařízení 187/1947 Sb, účinné od 14. listopadu 1947, pak stejné obvody určilo i pro členění státní správy. 
Obvod byl zrušen k 1. dubnu 1949, kdy byla Praha vládním nařízením č. 79/1949 Sb. rozčleněna novou správní reformou na 16 městských obvodů číslovaných arabskými číslicemi. Větší část Hradčan se stala součástí nového obvodu Praha 1, okrajová část (bývalé hradební pásmo) součástí obvodu Praha 6. Od 11. dubna 1960 zákon č. 36/1960 Sb. vymezil v Praze 10 obvodů, přičemž Hradčany byly opět podobným způsobem rozděleny do obvodů Praha 1 a Praha 6. Zákon č. 418/1990 Sb., o hlavním městě Praze, s účinností od 24. listopadu 1990 ustanovil městskou část Praha 1, jejíž území je totožné s městským obvodem Praha 1, a zbývající část Hradčan připadla do městské části Praha 6. Toto rozdělení pak potvrdil i Statut hlavního města Prahy (vyhláška hl. m. Prahy č. 55/2000 Sb. HMP) s účinností od 1. července 2001.  